# Benjamin Zander

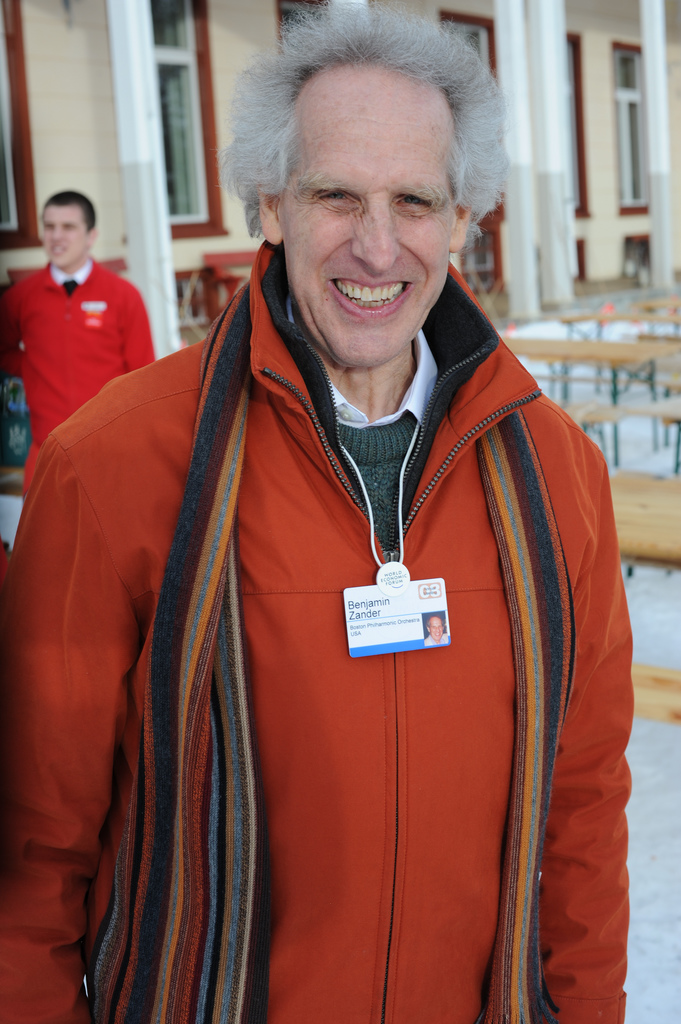

Benjamin Zander (* 9 de marzo de 1939, Buckinghamshire, Inglaterra) es un director de orquesta británico nacionalizado estadounidense. Es miembro del New England Conservatory.
Nacido en Buckinghamshire, hijo de padres judíos oriundos de Berlín, quienes dejaron Alemania en 1937 durante el surgimiento del nazismo, instalándose en Inglaterra. Se destaca por su interpretación de obras de Anton Bruckner y Gustav Mahler y por brindar conferencias ilustrativas antes de sus conciertos.
Comenzó sus estudios de violonchelo y composición con su padre, Walter Zander (1898-1993) y posteriormente con Benjamin Britten quien lo invitó tres veranos a Aldeburgh donde trabó amistad con Imogen Holst, hija de Gustav Holst. 
En Florencia estudió chelo con Gaspar Cassadó, quien se convirtió en su mentor y con quien viajó por Europa en giras de conciertos.
En 1964, ganó la beca Harkness Commonwealth Fellowship de Harvard, Boston donde vive desde entonces sumándose al conservatorio de New England en 1967, del que es su director artístico.
Desde 1979 dirige la Boston Philharmonic Orchestra, donde dirige repertorio germano centro-europeo obteniendo críticas laudatorias por sus grabaciones con la Philharmonia Orchestra.
Ha recibido doctorados honoríficos de la Leeds Metropolitan University y del New England Conservatory.
Escribió El Arte de lo posible.